# Vidova gora
De Vidova gora is een berg op het eiland Brač in centraal-Dalmatië. Het is met een hoogte van 778 meter de hoogste verheffing in de Adriatische Zee. De berg ligt op het zuidelijk deel van het eiland, niet ver van de stad Bol. Vanaf de top zijn andere Dalmatische eilanden in de regio te zien, waaronder Hvar.
Beklimming van de berg vindt veelal plaats vanuit de toeristische badplaats Bol. Vanuit het noorden loopt een weg omhoog, waarlangs de top ook met voertuigen te bereiken is.